# Mount Lanyon
Mount Lanyon är ett berg i Antarktis. Det ligger i Östantarktis. Australien gör anspråk på området. Toppen på Mount Lanyon är 493 meter över havet.
Terrängen runt Mount Lanyon är platt åt nordost, men åt sydväst är den kuperad. Trakten är obefolkad. Det finns inga samhällen i närheten.